# The Bangles
The Bangles és un grup de música pop rock femení format l'any 1981 a Los Angeles. El 1989 es va desfer i el 1998 va reprendre l'activitat, que ha durat fins ara. Els seus majors èxits van ser "Manic Monday", "Walk Like an Egyptian", "Hazy Shade Of Winter" i "Eternal Flame". Les integrants inicials del grup foren Susanna Hoffs (veu principal i guitarra rítmica), Debbi Peterson (bateria i veu), Vicki Peterson (guitarra principal i veu) i Annette Zilinskas (baix). La baixista va abandonar el grup el 1983 i fou substituïda per Michael Steele (baix i veu). Des del 2018 la formació coincideix amb la inicial.